# Western Equatoria
Western Equatoria (arabisch غرب الاستوائية Gharb al-Istiwāʾiyya, deutsch West-Äquatoria) ist ein Bundesstaat im Südsudan.
Er hat eine Fläche von 79.319 km² und gemäß dem Zensus von 2008 rund 610.000 Einwohner. Seine Hauptstadt ist Yambio.
Weitere größere Orte sind Tambura, Maridi, Izo, Nzara und Mundri.
Die größte Volksgruppe in Western Equatoria sind die Azande.
Der Bundesstaat liegt nicht am namensgebenden Äquator, sondern vollständig nördlich davon.

## Geschichte
Von 1919 bis 1976 gehörte das Gebiet des heutigen Bundesstaates Western Equatoria zur Provinz Äquatoria. 1976 wurde Western Equatoria als Provinz in den Grenzen des heutigen Bundesstaates von der Provinz Äquatoria abgespalten. Von 1991 bis 1994 gehörte das Gebiet wieder zum neu geschaffenen Bundesstaat Äquatoria/al-Istiwa'iyya, der in den Grenzen der Provinz Äquatoria von 1948 bis 1976 glich. Am 14. Februar 1994 wurde Western Equatoria als Bundesstaat erneut abgetrennt.
Im zweiten Sezessionskrieg im Südsudan 1983–2005 eroberten die südsudanesischen SPLA-Rebellen 1990 mehrere Städte in Western Equatoria.
Auch nach dem Ende des Krieges ist die Bevölkerung von Angriffen der ugandischen Lord’s Resistance Army bedroht, die hier im Grenzgebiet zwischen dem Südsudan, der Demokratischen Republik Kongo und der Zentralafrikanischen Republik aktiv ist. Des Weiteren bestehen Konflikte zwischen sesshaften Bauern und Ambororo-Nomaden.
Bei den Gouverneurswahlen 2010 gewann der unabhängige Kandidat Bangasi Joseph Bakosoro gegen den Kandidaten der regierenden Partei SPLM.
Mit der Verwaltungsreform 2015 wurde der Bundesstaat in die neuen Bundesstaaten Gbudwe, Maridi und Amadi zerteilt. 2020 wurde der ursprüngliche Bundesstaat wieder hergestellt.

## Verwaltung
Western Equatoria ist, wie die anderen Bundesstaaten Südsudans auch, in Countys unterteilt. Weitere Verwaltungseinheiten unter den Countys sind Payams und darunter Bomas. Ein County Commissioner, der vom State Governor in Vereinbarung mit dem Präsidenten ernannt wurde, steht den Countys vor. In Western Equatoria sind das:
- Yambio County
- Nzara County
- Ibba County
- Ezo County
- Maridi County
- Tambora County
- Mundri West County
- Mvolo County
- Nagero County
- Mundri East County